# Maria Portuondo
Pour les articles homonymes, voir Portuondo.
María Matilde Portuondo Gamba est une historienne des sciences américaine.

## Formation et carrière
Née à Porto Rico, elle étudie à l'université de Miami où elle obtient un bachelor en génie électrique. Après avoir exercé le métier d'ingénieur pendant douze ans, elle reprend ses études pour obtenir un diplôme d'études supérieures en histoire des sciences et des technologies.
De 2005 à 2008 elle enseigne à l'université de Floride, et depuis 2008 à l'université Johns-Hopkins.

## Travaux
Ses travaux portent notamment sur la cosmographie du début des temps modernes, l'astronomie et l'histoire naturelle, la philosophie naturelle du début des temps modernes et les sciences et technologies en Espagne et en Amérique latine.
Dans son premier livre, Secret Science : Spanish Cosmography and the New World (2009), elle étudie le flux de connaissances géographiques du Nouveau Monde vers l'Espagne et la manière dont les cosmographes espagnols ont cherché à intégrer le Nouveau Monde dans le cadre conceptuel de la science de la Renaissance. L'ouvrage montre comment ils ont transformé les méthodes traditionnelles d'explication de la nature et développé de nouvelles méthodes, parfois innovantes, pour gérer le flot de nouvelles connaissances arrivant d'outre-mer.
Dans The Spanish Disquiet: The Biblical Natural Philosophy of Benito Arias Montano (2019), elle explore l'Espagne du XVIe siècle, où elle identifie une communauté de philosophes naturalistes et d'érudits bibliques. Ils partagent ce qu'elle appelle "l'inquiétude espagnole", une préoccupation pour les lacunes perçues des philosophies naturelles dominantes et des approches empiriques lorsqu'il s'agit d'expliquer le monde naturel.

## Prix et distinctions
En 2021, María Portuondo reçoit le prix Pfizer décerné par l’History of Science Society, pour son ouvrage The Spanish Disquiet: The Biblical Natural Philosophy of Benito Arias Montano (2019).
En 2010, elle est lauréate, pour son livre Secret Science: Spanish Cosmography and the New World, du prix John E. Fagg décerné par la Société américaine d'histoire, qui récompense « la meilleure publication dans le domaine de l'histoire de l'Espagne et de l'Amérique latine ».

## Publications
- Secret Science: Spanish Cosmography and the New World (University of Chicago Press, 2009).
- The Spanish Disquiet: The Biblical Natural Philosophy of Benito Arias Montano (University of Chicago Press, 2019).
- Maria Portuondo, « Cosmography at the Casa, Consejo and Corte During the Century of Discovery », dans D. Bleichmar, Science in the Spanish and Portuguese Empires…, p. 57-77.